# ماري رينو
ماري رينو (بالإنجليزية: Mary Renault) (4 سبتمبر 1905-13 ديسمبر 1983)، ولدت باسم إيلين ماري تشالانز، كاتبة إنجليزية وجنوب أفريقية اشتهرت برواياتها التاريخية التي تدور أحداثها في اليونان القديمة. بالإضافة إلى رسوماتها الخيالية الحية لثيسيوس وسقراط وأفلاطون والإسكندر الأكبر، وكتبت سيرة غير خيالية للإسكندر.

## سيرة حياتها
وُلدت ماري في داكر لودج، 49 بلاشيت رود، فورست غيت، إسكس (تقع حاليًا في لندن)، للطبيب فرانك تشالانس وماري كليمنتين نيوسوم باكستر تشالانز. تلقت تعليمها بدايةً في مدرسة ليفيك العائلية ومدرسة كليفتون للبنات في بريستول. درست اللغة الإنجليزية في كلية سانت هيوز، أكسفورد، ثم في كلية للنساء، وحصلت على شهادة البكالوريوس في عام 1928. في عام 1933 بدأت التدريب كممرضة في مستشفى رادكليف في أكسفورد. خلال تدريبها، التقت بجولي مولارد (1912-2006)، وهي ممرضة زميلة أقامت معها علاقة رومانسية مدى الحياة.
عملت كممرضة أثناء بدء مهنتها في الكتابة، وكانت تعالج نازحي دونكيرك في مستشفى وينفورد للطوارئ في بريستول، وعملت في قسم جراحة الدماغ في مستشفى رادكليف حتى عام 1945. نشرت روايتها الأولى، أهداف الحب، في عام 1939، التي تميزت بتركيبها المعاصر كباقي رواياتها المبكرة، ووصفتها الروائية ليندا براود بأنها «مزيج غريب من الأفلاطونية ورومانسية المستشفى». يبدو أن روايتها الشابات الودودات (1943)، التي تدور حول علاقة مثلية بين كاتبة وممرضة، مستوحاة من علاقتها الخاصة مع مولارد.
في عام 1948، بعد أن فازت روايتها العودة إلى الليل بجائزة ميترو غولدوين ماير بقيمة 150 ألف دولار، هاجرت رينو ومولارد إلى جنوب أفريقيا، حيث عاشتا بقية حياتهما. هناك، وفقًا لبراود، وجدتا جماعة من المغتربين المثليين الذين «هربوا من الاتجاهات القمعية تجاه المثلية الجنسية في بريطانيا إلى الأجواء الليبرالية نسبيًا في ديربان... وجدت ماري وجولي نفسيهما قادرتين على تأسيس منزل معًا في هذه الأرض الجديدة دون التسبب في الغضب الذي أثارتاه أحيانًا في الوطن». ومع ذلك، انتقدت رينو ومولارد الجوانب الأقل ليبرالية في موطنهما الجديد، وشاركتا في حركة الوشاح الأسود ضد الأبارتايد في خمسينيات القرن العشرين.
قبل وفاة ماري بفترة قصيرة، أُضيفت اسمها لقائمة الخريجات اللاتي جلبن الكثير من الفخر لدار ممرضات مستشفى رادكليف. بسبب الشتاء الرطب لعام 1983 في كيب تاون، التقطت ماري سعالًا صغيرًا. في البداية، لم يكن السعال أكثر من مصدر إزعاج خفيف لماري، لكنه سرعان ما «أصبح محاولة متقطعة دائمة لتصفية رئتيها والتقاط أنفاسها». بعد أن عبرت جولي عن مخاوفها إلى صديقهما المشترك د. سونينبرغ، أُجري فحص بالأشعة السينية، وشُخصت ماري بذات الرئة ووُجهت إلى دار رعاية. بعد الفشل في القضاء على ذات الرئة بالمضادات الحيوية، أجرى جراح بريطاني زائر تنظيرًا قصبيًا تحت التخدير العام. بعد فترة وجيزة، كشف الطبيب لجولي أنه «وجد سائلًا على الرئة وسحب بعضًا منه، وكان السبب هو السرطان». توسلت جولي للأطباء كي لا يخبروا ماري ما لم تطلب هي إخبارها. بحلول شهر أكتوبر، كان صديق الدكتور سونينبرغ، الدكتور سلوم، يسحب السوائل مرتين أسبوعيًا وكان مقتنعًا بوجود جيب لا يمكنه الوصول إليه. وُضعت ماري لاحقًا على جهاز تنفس الأكسجين من أجل تسهيل تنفسها. في 12 ديسمبر 1983، كأمل أخير، قرر الأطباء حقن مادة كيميائية جديدة في غشاء الجنب في وقت مبكر من صباح اليوم التالي، على أمل أن تمنع تشكل المزيد من السوائل. قبل أن تبدأ العملية، تلقت جولي مكالمة هاتفية، عرفت أنها «يمكن أن تعني شيئًا واحدًا فقط». توفت ماري رينو في كيب تاون في 13 ديسمبر 1983.

## التعليم
تعلمت في كلية سانت هيو.

## روابط خارجية
- ماري رينو على موقع الموسوعة البريطانية (الإنجليزية)
- ماري رينو على موقع إن إن دي بي (الإنجليزية)